# Chiyo Uno
Chiyo Uno (宇野千代, Uno Chiyo), née le 28 novembre 1897 et morte le 10 juin 1996, est une écrivaine japonaise, également créatrice de kimonos. Elle exerce une influence significative sur la mode, le cinéma et la littérature japonaises. 

## Vie et œuvre
Elle est née dans une section d'Iwakuni connue sous le nom de Kawanishi (« à l'ouest de la rivière »), dans une famille de fabricants de saké. Orpheline de mère à l'âge d'à peine deux ans, elle est « promise » dès ses quatorze ans à l'un des neveux de sa belle-mère - projet vite avorté. Son père dilapide le capital familial au jeu dans les quartiers de plaisirs. Très vite, désireuse d'être indépendante, elle travaille pendant un an, en 1914-1915, comme institutrice suppléante, mais est bientôt renvoyée pour avoir eu une liaison avec un autre enseignant.
Elle se fait alors connaître comme écrivain, et la reconnaissance est rapide, puisqu'elle obtient un premier prix en 1921 (elle a alors vingt-quatre ans), décerné par le journal Jiji shimpō, pour sa nouvelle Shifun no kao (Le visage fardé). Après ce premier succès littéraire, Uno quitte son premier mari et s'installe à Tokyo. Dans la capitale, comme beaucoup de jeunes japonaises des années 1920, elle est fascinée par la culture et l'apparence vestimentaire américaine et européenne. Mais au-delà des questions de mode, Uno commence à suivre la vie d'une femme libre d'esprit. Elle se marie plusieurs fois, mais en même temps multiplie les compagnons, les déménagements, les métiers temporaires. Elle veut être une « moga », jeune fille moderne, et ne pas se limiter au seul rôle d'épouse et de mère. Elle fait partie du monde bohème de Tokyo, ayant de nombreuses liaisons avec des écrivains, des poètes et des peintres. Selon Dominique Palmé, sa principale traductrice en français, « ses années de jeunesse témoignent de ces destinées de femmes hors du commun qui, pour accéder à une liberté de mœurs et de pensée, et se faire une place dans le monde de la littérature, durent traverser bien des vicissitudes, allant de vagabondages incessants en amours plus ou moins hasardeuses... »
En 1935, elle publie le roman Confession amoureuse (Irozange), qui lui apporte une grande renommée, en même temps qu'un succès de scandale. Elle y détaille la vie d'un artiste et ses différentes aventures amoureuses, ainsi que sa tentative de suicide raté avec sa maîtresse. Uno a non seulement eu une liaison avec Seiji Tōgō, un peintre de renom qui sert de base au roman, mais elle s'en est servi pour en faire une histoire à succès. Elle écrit également de façon convaincante du point de vue d'un homme dans Confessions d'amour, ce qui ajoute à l'intérêt de son livre.
Peu de temps après le succès de Confession amoureuse, Uno lance en 1936 un magazine appelé Sutairu (Style), qui est le premier du genre au Japon à se concentrer sur les modes étrangères, et qui « caractérise aussi sa manière d'être : mélange de naturel et d'élégance, rehaussé de petites touches d'émotion et d'ironie. » Dans ses écrits, la veine est le plus souvent autobiographique, comme par exemple dans Watashi no seishun monogatari (Récit de ma jeunesse, 1947), dans lequel elle narre, sans narcissisme ni complaisance, ses années chaotiques d'apprentissage ; ou bien Sasu (La Piqûre, 1966), qui décrit les vicissitudes de sa vie de couple ; ou encore Aru hitori no onna no hanashi (Une femme raconte, 1972), un « dialogue lucide et tendre de la romancière septuagénaire avec la jeune fille qu'elle fut ».  
Au cours des décennies suivantes, Sutairu prend beaucoup de son temps, mais elle continue à écrire et à intriguer un public fidèle de Japonaises qui trouvent un sentiment de libération dans sa prose. Même si les lectrices d'Uno restent elles-mêmes dans les limites classiques, elles peuvent trouver une échappatoire temporaire à travers ses histoires d'amoureux et leurs démêlés. Et malgré sa féminité évidente, depuis Confession amoureuse et tout au long de sa carrière littéraire, Uno parvient habilement à écrire selon deux voix, masculine (qu'il s'agisse d'un médecin militaire, d'un artisan parlant de son métier, ou des confessions intimes d'un homme) et féminine. Uno connaît également le succès en tant que conceptrice de kimonos, et avec son assistante styliste Tomiyo Hanazawa, elle voyage aux États-Unis pour y mettre en scène le premier défilé de kimono en 1957.
Avec Confession amoureuse, son autre chef-d'œuvre demeure Ohan (1957), récit qu'elle mit plus de dix ans à écrire, et dont le narrateur est un homme au cœur indéchiffrable, qui balance sans cesse entre sa femme légitime, Ohan, et se maîtresse, la geisha Okayo, jusqu'à ce qu'une tragédie, au déroulement implacable, empoisonne à jamais sa vie. On retrouve le thème favori de Uno : les échos de la passion amoureuse, avec le même ton empreint de vivacité et d'autodérision, rendu à travers une langue parlée, et les mêmes confidences d'un héros impulsif et velléitaire qui conte ses mésaventures sentimentales et les ravages du désir amoureux. Dans les deux récits, le narrateur, personnage masculin, est victime de sa passivité et indécision, s'abandonnant à ses désirs comme si sa vie n'avait pas plus de consistance qu'un rêve.
Mais « chez Uno, comme l'écrit sa traductrice Dominique Palmé, la gravité du sujet est toujours servie par un style léger, piquant, limpide, qui au cours de soixante-dix années de création n'a pas pris une seule ride. »

## Postérité
Dans ses dernières années, la popularité de Uno reçoit un statut officiel car elle est reconnue par l'Empereur et assume l'honneur d'être l'une des plus anciennes et des plus talentueuses écrivaines du Japon. En 1983, elle publie ses mémoires, sous le titre Je continuerai à vivre (Ikite Yuku Watakushi), qui connaissent un grand succès et sont adaptées pour la télévision. Elle y déclare franchement que l'essence de sa vie est de ne pas avoir suivi les règles de quelqu'un d'autre et d'en avoir fait à sa guise. Souvent mariée, avec un succès variable, Uno a toujours trouvé difficile de s'en tenir à un seul homme, et il a été dit qu'elle déménageait chaque fois qu'une importante liaison ou un mariage prenait fin.

## Liste des œuvres traduites en français
- 1935 : Confession amoureuse (色ざんげ), roman traduit par Dominique Palmé et Kyôko Satô, Paris, Denoël, 1992 (réédition 2019) ; 10/18, 1997.
- 1957 : Ohan (おはん), roman traduit par Dominique Palmé et Kyôko Satô, Paris, Éditions Philippe Picquier, 2014 ; Picquier poche, 2016.
- 1979 : Serait-ce le vent d'hiver ? (Sore wa kogarashi ka), dans Anthologie de nouvelles japonaises contemporaines (tome I), nouvelle traduite par Estrellita Wasserman, Paris, Gallimard, 1986.
- 1992 : Une histoire de galets (Aru koishi no hanashi), dans Amours - Anthologie de nouvelles japonaises contemporaines Tome 3, nouvelle traduite par Jean-Jacques Tschudin, Paris, Éditions du Rocher, 2008.